# Nosy Hao
Nosy Hao is de naam van een koraaleiland in Atsimo-Andrefana, een regio in het zuidwesten van Madagaskar.
Het ligt vier kilometer buiten de kust van het vissersdorp Andavadoaka en is het meest westelijke punt van Madagaskar. Rond Nosy Hao liggen veel koraalriffen, waardoor het eiland en zijn omgeving een grote biodiversiteit kent met veel endemische plant- en diersoorten. Het eiland is onbewoond, maar wordt vaak gebruikt als toevluchtsoord door de Vezo uit de naburige kustdorpen wanneer deze worden geplunderd door veedieven uit het vasteland van Afrika. 

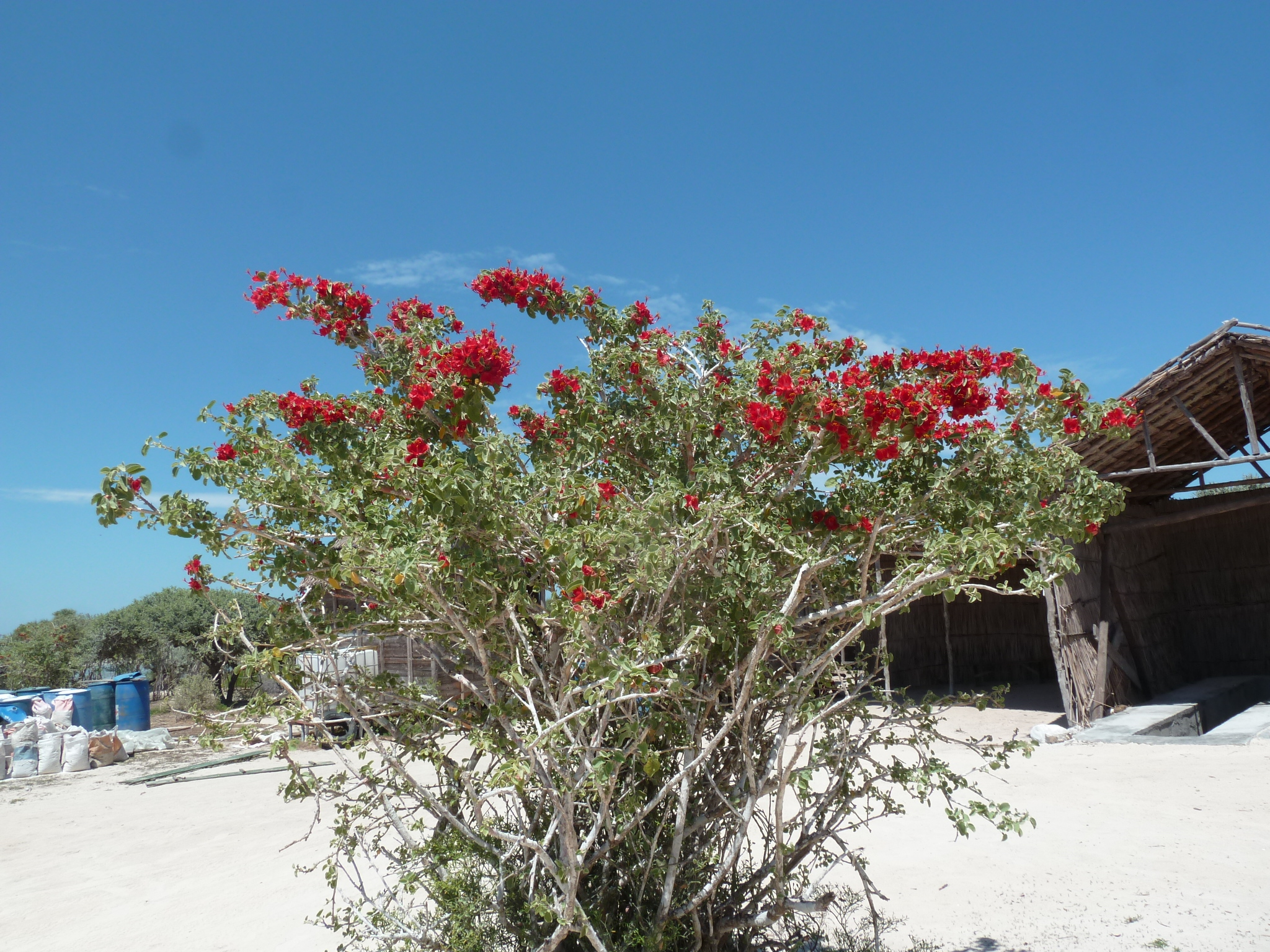
Megistostegium microphyllum op Nosy Hao